# جنون الشوكولاتة
جنون الشوكولاتة (بالإنجليزية:Chocolate with Nuts) هو النصف الأول من الحلقة الثانية عشر للموسم الثالث والحلقة 51 الكلية من مسلسل الرسوم المتحركة الأمريكي سبونج بوب سكوير بانتس . كتبها مدير القصة المصورة، بول تبيت وكاز، جنباً إلى جنب مع كينت أوزبورن وميريويذر ويليامز مع أندرو أوفرتوم كمدير للرسوم المتحركة وكارسون كوجلر وويليام ريس ومايك روث كفنانين في القصص المصورة. تم إنتاجه في عام 2001 وتم بثه على قناة نيكلوديون في الولايات المتحدة في 1 يونيو 2002. في هذه الحلقة، أصبح سبونج بوب وبسيط رواد أعمال في محاولة لعيش الحياة الراقية.

## الحبكة
يتلقى سبونج بوب بطريق الخطأ مجلة شفيق عن الحياة الراقية عبر البريد، مما ألهمهما هو وبسيط نجم ليصبحا رواد أعمال. وفقاً لاقتراح بيسط، يصبح الاثنان من بائعي ألواح الشوكولاتة من الباب إلى الباب، مما يؤدي إلى شرائهم كميات كبيرة من ألواح الشوكولاتة. زبونهم الأول هو سمكة تدعى توم (قام بالدور دوغلاس لورانس) تحب أكل الشوكولاتة كثيراً، ويصرخ بشكل مجنون ومتكرر «شوكولا!», الأمر الذي يخيف الإذنان. بعد ذلك، حاول سبونج بوب وبيسط بيع الشوكولاتة إلى سمكة أخرى، مما دفعهم إلى شراء أكياس تحمل الشوكولاتة مرتين على التوالي. ثم يحاولون البيع لامرأة تريد شراء لوح شوكولاتة، ولكن عندها لا يتمكن سبونج بوب من العثور على واحد بسبب كل حقائب الحمل، تفقد الزبونة صبرها. عندما عثر سبونج بوب أخيراً على قطعة شوكولاتة، طارده هو وبيسط توم مرة أخرى الذي لا يزال يريد الشوكولاتة.
بعد النتائج الكارثية في محاولاتهم السابقة، أخذ الاثنان استراحة لتناول العشاء، وقرروا «محاولة أن يكونوا لطيفين». ومع ذلك، فإن هذا غير ناجح، وينتهي بشراء بيسط لصور أحد العملاء عندما كان طفلاً يعاني من زيادة الوزن، وكذلك محاولته «التركيز» (مما أدى إلى قيام بيسط بالتحديق في أحد العملاء حتى يغلق الزبون الباب على عيني بيسط). بعد ذلك، قرروا أن الطريقة الوحيدة لبيع الشوكولاتة هي «تزييف الحقيقة», وهو ما ينجح عندما يقنعون امرأة عجوز (مما أثار استياء ابنتها المسنة ماري) أن ذلك «يجعلك تعيش إلى الأبد». يستمر الكذب، ولكن بعد محاولتهم مساعدة رجل مصاب بجروح خطيرة (اتضح أنه نفس الرجل الذي باع سبونج بوب وبيسط الحقائب) عن طريق شراء الشوكولاتة الخاصة به، ضاع ربحهم. ومع ذلك، فإن توم يلحق بهم، وفي نهاية الأحداث، يشتري كل الشوكولاتة التي يمتلكها سبونج بوب وبيسط. ثم يستخدمون المال لإستأجار مطعم فاخر، ويسمحون بالدخول فقط لأنفسهم وصديقاتهم: ماري ووالدتها.

## الإنتاج
كتب حلقة «جنون الشوكولاتة» بول تيبيت، وكاز، وكينت أوزبورن، وميريويذر ويليامز، وعمل أندرو أوفرتوم كمخرج للرسوم المتحركة. عمل تيبيت وكاز أيضاً كمخرجين للقصص المصورة، وعمل كارسون كوغلر وويليام ريس ومايك روث كفنانين في القصص المصورة. تم بث الحلقة في الأصل على قناة نيكلوديون في الولايات المتحدة في 1 يونيو 2002, بتصنيف أبوي على قناة TV-Y.
«جنون الشوكولاتة» كانت الحلقة الأخيرة التي كتبها كاز وبول تيبيت معاً.
تم إصدار حلقة «جنون الشوكولاتة» على قرص DVD يسمى SpongeBob SquarePants: Christmas في 30 سبتمبر 2003. تم تضمين الحلقة أيضًا في SpongeBob SquarePants: The Complete 3rd Season DVD في 27 سبتمبر 2005. في 22 سبتمبر 2009, تم إصدار «جنون الشوكولاتة» على سبونج بوب سكوير بانتس: أول 100 حلقة DVD, إلى جانب جميع حلقات المواسم من الأول إلى الخامس.

## الاستقبال
تلقت حلقة «جنون الشوكولاتة» استحسان النقاد والمعجبين على حدٍ سواء، وغالباً ما يُشار إليه على أنه أحد أفضل حلقات المسلسل. صنفت إميلي إستيب من WeGotThisCovered.com الحلقة على أنها عاشر أفضل حلقة من حلقات سبونج بوب سكوير بانتس، قائلة: «السبب وراء كون» جنون الشوكولاتة «حلقة جيدة هو أنها تلمح بمهارة إلى حد ما إلى مفهوم مدى جنون الناس من يعيش حولك. يتم خداع سبونج بوب وبيسط في الغالب لشراء أشياء من أشخاص آخرين - في الواقع، رجل محتال واحد يستمر في الظهور - ولا يوجد شيء أكثر رعباً / فرحاناً من الرجل الذي بدأ ببساطة في صراخ» الشوكولاتة«مراراً وتكراراً حتى هرب سبونج بوب وبيسط بعيداً. تضيف حلقة جنون الشوكولاتة العبث التام للبرنامج - مثل السيدة العجوز وأمها الأكبر سناً التي تتذكر عندما اخترعوا الشوكولاتة لأول مرة. شوكولاتة حلوة وحلوة. لطالما كرهت ذلك! - وجوانب حياة سبونج بوب تحت البحر التي تعكس حياتنا على الأرض - مثل الخطر الغرباء»
صنفت نانسي باسيلي من موقع About.com (5)على قائمة «أفضل حلقات سبونج بوب سكوير». قالت «يمكنني أن أتحدث عن الزبون الذي يقضي هذه الحلقة بأكملها وهو يركض حول قاع الهامور، وهو يصرخ من أجل الشوكولاتة. تدور أحداث «جنون الشوكولاتة» حول محاولة بيسط وسبونج بوب الثراء من خلال بيع ألواح الشوكولاتة من الباب إلى الباب. . . هناك خطوط متداخلة بارعة وكمامات مشهد سخيفة طوال الحلقة». كان المشهد المفضل لديها هو «تركيز بيسط بشدة على زبونه».
يعتبر الممثل الصوتي لسبونج بوب توم كيني هذه إحدى حلقاته المفضلة. تم تضمينها في مجموعة آي تونز "SpongeBob SquarePants: Tom Kenny's Top 20", حيث وصفها بأنها «حلقة مريضة جداً. يمكنك قضاء ساعات في التنظير حول ما تقوله هذه الدقائق الإحدى عشرة عن الحقيقة، والأكاذيب، والأعمال التجارية الكبيرة، وريادة الأعمال، والنزعة الاستهلاكية.»